# Inostemma mosellanae
Inostemma mosellanae är en stekelart som beskrevs av Vlug 1991. Inostemma mosellanae ingår i släktet Inostemma och familjen gallmyggesteklar. Inga underarter finns listade i Catalogue of Life.